# Воронов, Сергей Николаевич
Серге́й Никола́евич Во́ронов (1882 — 31 августа 1938) — русский и советский актёр, театральный режиссёр.

## Биография
Родился в 1882 году. С 1909 года — в Московском художественном театре («режиссёрский класс» школы).
В последние годы жил в Воронеже. Умер 31 августа 1938 года.

## Творчество
В числе известных ролей — Смердяков, об игре Вороновым этого персонажа во время репетиции «Братьев Карамазовых» положительно отзывался Вл. И. Немирович-Данченко, в письме М. П. Лилиной от 9 октября 1910 года он говорил следующее:
У него внешность создана для Смердякова. И нерв хороший, и дикция хорошая. И вдумчив он, и со вкусом
Позднее Воронов исполнил также роли Розенкранца («Гамлет»,1911) и Ментикова («Екатерина Ивановна»,1912), после чего трудился в режиссёрской мастерской театра.
В 1915 году покинул МХТ и посвятил себя режиссёрской работе в провинции, где пропагандировал школу своих учителей.
В 1938 году в Воронеже поставил «Царя Федора Иоанновича».